# Markus Lotter
Markus Lotter (* 28. September 1970 in Amberg) ist ein deutscher Journalist und ehemaliger Fußballspieler.

## Laufbahn
Markus Lotter spielte in seiner Jugend für seinen Heimatverein DJK Ensdorf und für den 1. FC Amberg. Nach zwei Jahren beim SSV Jahn Regensburg in der Bayernliga wechselte er 1993 zur SpVgg Fürth. Mit den Fürthern qualifizierte er sich 1994 für die Regionalliga Süd und schaffte 1997 den Aufstieg in die 2. Fußball-Bundesliga. Dort kam er in der Saison 1997/98 auf 26 Einsätze. Zur Saison 1998/99 wechselte er zum FC St. Pauli und stieg mit diesem in der Saison 2000/01 in die Fußball-Bundesliga auf. Hier hatte er allerdings verletzungsbedingt nur einen einzigen Einsatz: Am 18. August 2001 bei der 0:2-Niederlage beim FC Bayern München. Der FC St. Pauli stieg in der gleichen Saison wieder in die 2. Bundesliga ab.
In der Saison 2002/03 kam er in der zweiten Liga noch mal auf 13 Einsätze, aber der FC St. Pauli stieg zum Ende der Saison sogar in die Regionalliga ab.
Lotter wechselt daraufhin noch für eine Saison zum Amateurverein Köpenicker SC und ließ dort seine Karriere ausklingen.
Heute lebt Lotter in Berlin und arbeitet als Journalist. Er leitet bei der Berliner Zeitung das Ressort Sport.